# ويليام دافيسون هيل
ويليام دافيسون هيل هو سياسي كندي، ولد في 28 فبراير 1860، وتوفي في 1944. حزبياً، نشط في الحزب الليبرالي في نوفا سكوشا ‏. وقد انتخب عضو مجلس نواب نوفا سكوتيا.